# Levantamiento del 3 de Hūt
El levantamiento del 3 de Hūt (en darí: قیام 3 حوت, Qeyam-e 3 Hut) se refiere a una semana de grandes disturbios civiles en Kabul, Afganistán, que comenzaron el 22 de febrero de 1980, ocurriendo dos meses después de la intervención soviética. Lleva el nombre de la fecha y el mes en que comenzó en el calendario persa. Las protestas, los disturbios y un levantamiento popular contra el gobierno de la República Democrática de Afganistán liderado por Babrak Karmal se desencadenaron, según un relato, debido a una serie de arrestos masivos por parte del régimen. Alternativamente, se ha dicho que el asesinato del teniente Alexander Vovk, un instructor del Komsomol soviético, por un pistolero desconocido en la ciudad, que llevó a la muerte de civiles por un grupo de oficiales soviéticos, condujo al levantamiento.
Miles de civiles, entre izquierdistas e islamistas participaron.

## Eventos
Se llevaron a cabo manifestaciones en toda la ciudad contra el gobierno de Parcham y contra la ocupación soviética. Muchos residentes corearon Al·lahu-àkbar mientras los militares disparaban cohetes al aire para silenciarlos. Los manifestantes marcharon pacíficamente por las calles, cantando mensajes religiosos y antisoviéticos. Los altavoces de las fuerzas de seguridad les pidieron que se dispersaran, pero se negaron. Las fuerzas de seguridad comenzaron a disparar contra los manifestantes, y posteriormente se enviaron tanques soviéticos para sofocar a los manifestantes. Después de seis días de disturbios, se estima que 600 civiles murieron en enfrentamientos.
No está claro si el levantamiento fue organizado. Se ha afirmado que varias organizaciones estaban involucradas, incluido el grupo maoísta Organización de Liberación del Pueblo de Afganistán (SAMA). Otros afirman que fue un levantamiento espontáneo del «pueblo de Kabul».
Las fuerzas gubernamentales arrestaron a 200 personas en la víspera de la revuelta, y unas 5000 fueron arrestadas en las próximas semanas. Varios khalqistas también fueron arrestados, lo que provocó que algunos residentes ya no se atrevieran a levantarse. Muchos de los detenidos fueron desaparecidos. El líder de SAMA, Abdul Majid Kalakani, fue arrestado y ejecutado más tarde.
El gobierno culpó del levantamiento a agentes de Pakistán, China y Estados Unidos. El evento aisló aún más al gobierno del pueblo. En los meses siguientes, muchos «levantamientos estudiantiles» tuvieron lugar en la Universidad de Kabul y otras instituciones estudiantiles entre pro-Khalqistas, nacionalistas, antimarxistas y fundamentalistas islámicos, que también resultaron en enfrentamientos y arrestos.